# Rosamunde Juliane von der Asseburg

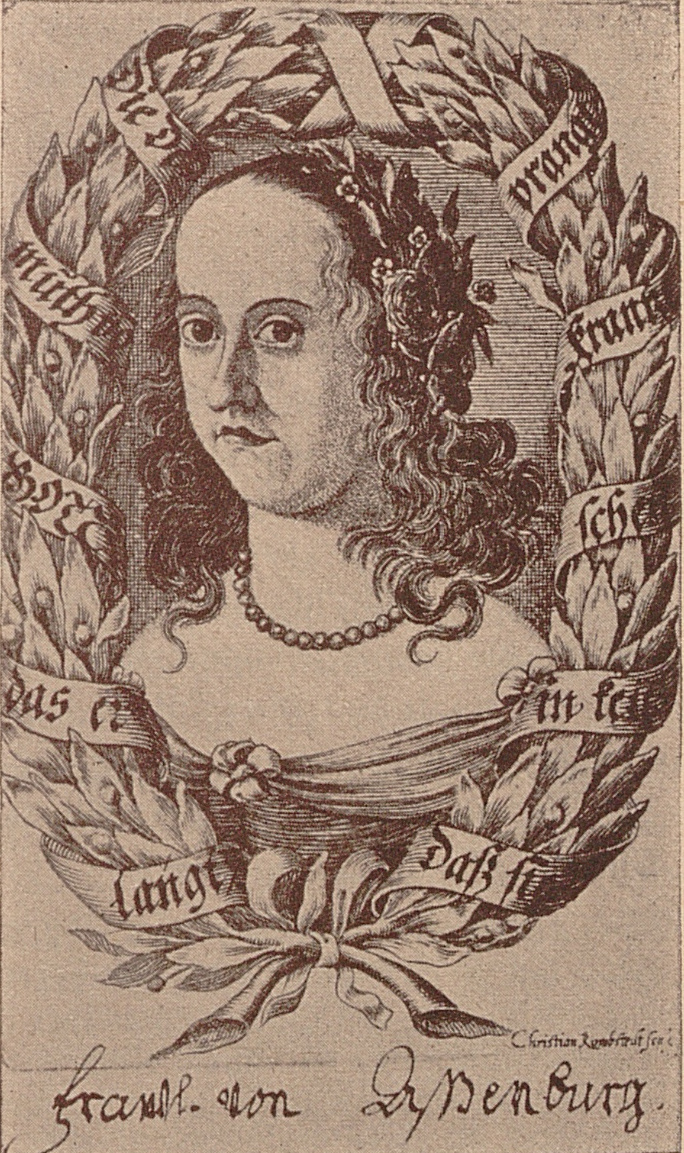
Rosamunde von der Asseburg.

Rosamunde Juliane von der Asseburg (* 1672 en Eggenstedt  - 8 de noviembre de 1712 en Jahnishausen), visionaria religiosa, relacionada con el pietismo radical.

## Familia
Rosamunde era hija de los nobles Christian Christoph von der Asseburg y Gertrud Margarete von Alvensleben. El padre murió en 1675, cuando Rosamunde tenía tres años, dejando a la madre con siete hijos y una mala situación económica. Seis años después, apremiada por las deudas, la madre perdió su propiedad en Eggenstedt y tuvo que marcharse con sus hijos a Magdeburgo.

## Su vida
Rosamunde aseguraba que desde los siete años, había tenido visiones de Cristo y el Diablo y que un ángel había recibido sus lágrimas en un vaso de oro. A los doce años, tuvo una invocación similar a la del profeta Samuel (1 Sam 3, 9). En 1691, se trasladó la empobrecida familia a Lüneburg, donde Johann Wilhelm Petersen era, desde 1685, superintendente (obispo protestante). Hasta entonces, las visiones de Rosamunde se habían mantenido en su círculo más íntimo. Pero al conocerlas Petersen, publicó un documento apoyando las visiones y la posibilidad de que, actualmente, Dios pudiera revelarse directamente a una persona. El fuerte apoyo de Petersen provocó una investigación oficial que culminó con su destitución y destierro en 1692. Rosamunde le siguió a Wolfenbüttel y a Magdeburgo. 
Rosamunde paso sus últimos años acogida en la casa de la condesa Marie Sophie von Reichenbach, Jahnishausen cerca de Dresde, y finalmente, cuando murió, fue enterrada en el cementerio de Friesenian en Schönfeld cerca de Pillnitz.
"El testimonio de Rosamunde ejercitó un notable efecto edificante y pastoral, en algunas personas." Sus supuestas visiones no revelaron nada nuevo. Solo eran palabras de la Biblia con algunas variaciones. Con Rosamunde, creía el superintendente Petersen, que la Gracia y la presencia del Señor, estaban presentes en su casa: "La cara de Rosamundes [...] brillaba tan intensamente que incluso su luz traspasaba los muros."

## Literatura
- Max Trippenbach: Rosamunde Juliane von der Asseburg. Die Prophetin und Heilige des Pietismus (La profetisa y santa del Pietismo). Schneider, Sangerhausen 1914 (preimpresión de la pág. 304-329 de Max Trippenbach: ''Asseburger Familiengeschichte. Nachrichten über das Geschlecht Wolfenbüttel-Asseburg und seine Besitzungen.'' Hahn, Hannover, 1915).
- Markus Matthias: Johann Wilhelm y Johann Eleonora Petersen. Una biografía hasta la destitución de Petersen en 1692. Vandenhoeck y Ruprecht, Göttingen, 1993, ISBN 3-525-55814-7 (Estudio sobre la historia del pietismo 30), (Univ. de Núremberg, 1988).
- Gustav Frank (1875), «Asseburg, Rosamunde von», Allgemeine Deutsche Biographie (ADB) (en alemán) 1, Leipzig: Duncker & Humblot, p. 622.